# Billboard Global 200
Billboard Global 200 — щотижневий музичний чарт, який публікує журнал Billboard. Чарт рейтингує найкращі пісні в усьому світі й базується на цифрових продажах і онлайн-стрімінгах із понад 200 країн світу. Вперше анонсований у середині 2019 року, офіційно запущений у вересні 2020 року.

## Історія
Billboard працював над ідеєю глобального чарту понад два роки до його запуску. Чарт був вперше оголошений 6 травня 2019 року, тоді передбачалося як «Global 100» і він мав бути запущений пізніше того ж року. Мотивація концепції чарту полягала в тому, щоб «познайомити людей з музикою з багатьох територій і вчасно», забезпечити «запізнілу експозицію та визнання виконавців з міжнародних ринків». З офіційним оголошенням чарту 14 вересня 2020 року Billboard описав його як «перший авторитетний чарт рейтингу найкращих пісень у всьому світі», і заявив, що базування чарту на основі стрімінгу музики і продажів завантажень «дасть точне уявлення про найпопулярніші пісні на планеті».
Створення глобального чарту залежало від наявності даних, а також від наявності різних потокових і цифрових роздрібних служб, які «бажали брати участь і надавати дані». Billboard вважав це «непростим завданням» і причиною, чому знадобилося так багато часу, щоб запустити глобальний чарт.
Офіційна прем’єра чарту відбулася на вебсайті Billboard 15 вересня 2020 року. Першою піснею номер один у чарті стала «WAP» Cardi B та Megan Thee Stallion.

## Принцип роботи
Методологія чарту включає дані про продажі та потокові дані з понад 200 територій. Позиції вимірюються за зваженою формулою, яка включає офіційні потоки з обох рівнів підписки та з підтримкою реклами найкращих цифрових платформ, включаючи аудіо- та відеомузичні сервіси. Стріми з платних підписок мають більшу вагу, ніж стріми з безкоштовних підписок. Відповідаючи на питання про зростаючу поширеність фальшивих потоків, які ставлять під сумнів, чи можуть споживачі довіряти інформації на платформах потокового передавання музики, Billboard пояснив, що вони «тісно співпрацювали з нашими постачальниками даних, щоб застосувати різні вказівки щодо аудиту, щоб обмежити будь-який значний вплив виготовлених стрімів. Крім того, кожен постачальник даних має власні засоби захисту, щоб розпізнавати шахрайську поведінку та виявляти її до того, як вона потрапить до їхніх партнерів із обробки даних.
На відміну від американського Billboard Hot 100, Global 200 не має правила «повторюваності», тому дозволяє пісням будь-якого періоду історії музики потрапляти в чарти.

## BillboardGlobal за межами США
Разом із Global 200 Billboard запустив ще один подібний чарт: Billboard Global Excl. US Chart. Цей чарт дотримується тієї ж формули, що й Global 200, за винятком того, що він охоплює всі території, за винятком США.

## Пісні

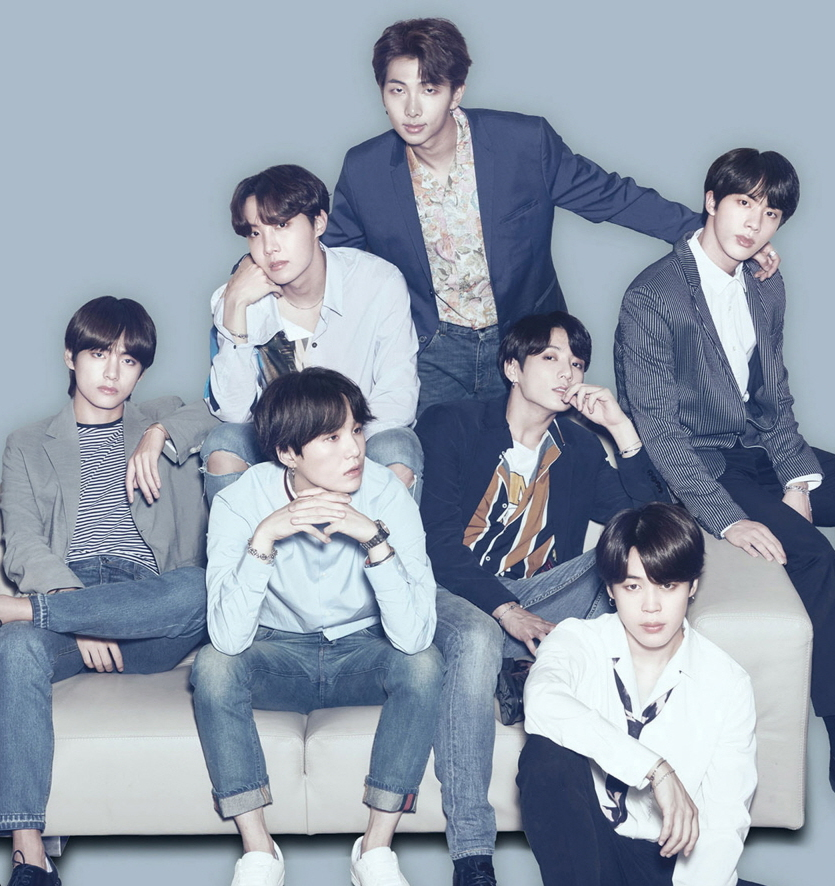
Південнокорейський бой-бенд BTS має сім пісень номер один у Global 200 — найбільше серед усіх виконавців.

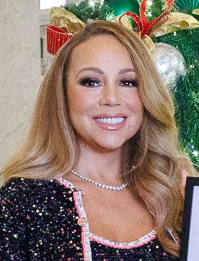
Американська співачка Мерая Кері є виконавцем, який найдовше займає місце у Global 200, провівши на вершині чарту 18 тижнів.

### Найбільше тижнів під номером один у Global 200
| Кількість тижнів | Виконавець(і)                  | Пісня                             | Рік      | Прим.  |
| ---------------- | ------------------------------ | --------------------------------- | -------- | ------ |
| 18               | Мерая Кері                     | «All I Want for Christmas Is You» | 2020–24  | [ 7 ]  |
| 15               | Гаррі Стайлс                   | «As It Was»                       | 2022 рік | [ 8 ]  |
| 13               | Майлі Сайрус                   | «Flowers»                         | 2023 рік | [ 9 ]  |
| 11               | The Kid Laroi та Джастін Бібер | «Stay»                            | 2021     | [ 10 ] |
| 8                | Олівія Родріґо                 | «Drivers License»                 | 2021     | [ 11 ] |
| 8                | Леді Гага та Бруно Марс        | «Die with a Smile»                | 2024     | [ 12 ] |

### Найбільше тижнів поспіль під номером один у Global 200
| Кількість тижнів | Виконавець(і)                  | Пісня                             | Рік     | Прим.         |
| ---------------- | ------------------------------ | --------------------------------- | ------- | ------------- |
| 9                | The Kid Laroi та Джастін Бібер | «Stay»                            | 2021    | [ 13 ]        |
| 9                | Гаррі Стайлс                   | «As It Was»                       | 2022    | [ 14 ]        |
| 8                | Олівія Родріґо                 | «Drivers License»                 | 2021    | [ 11 ]        |
| 8                | Леді Гага та Бруно Марс        | «Die with a Smile»                | 2024    | [ 12 ]        |
| 7                | Чонґук і Latto                 | «Seven»                           | 2023    | [ 15 ]        |
| 6                | Glass Animals                  | «Heat Waves»                      | 2022    | [ 16 ]        |
| 6                | Майлі Сайрус                   | «Flowers»                         | 2023    | [ 17 ] [ 18 ] |
| 5                | Олівія Родріґо                 | «Good 4 U»                        | 2021    | [ 19 ]        |
| 5                | Мерая Кері                     | «All I Want for Christmas Is You» | 2022–23 | [ 20 ]        |
| 5                | Мерая Кері                     | «All I Want for Christmas Is You» | 2023–24 | [ 7 ]         |

### Найбільше тижнів загалом у Global 200
| Кількість тижнів | Виконавець(і)           | Пісня               | Рік входження | Рік виходу | Прим.  |
| ---------------- | ----------------------- | ------------------- | ------------- | ---------- | ------ |
| 216              | Imagine Dragons         | «Believer»          | 2020          | триває     | [ 21 ] |
| 216              | The Weeknd              | «Blinding Lights»   | 2020          | триває     | [ 22 ] |
| 216              | Ед Ширан                | «Perfect»           | 2020          | триває     | [ 23 ] |
| 216              | Льюїс Капалді           | «Someone You Loved» | 2020          | триває     | [ 24 ] |
| 216              | Post Malone та Swae Lee | «Sunflower»         | 2020          | триває     | [ 25 ] |
| 215              | Ед Ширан                | «Shape of You»      | 2020          | триває     | [ 23 ] |
| 213              | The Neighbourhood       | «Sweater Weather»   | 2020          | триває     | [ 26 ] |
| 212              | Біллі Айліш and Khalid  | «Lovely»            | 2020          | триває     | [ 27 ] |
| 206              | Дуа Ліпа                | «Levitating»        | 2020          | 2024       | [ 28 ] |

### Найбільші падіння з першого місця в Global 200
| Падіння | Виконавець(і)       | Пісня                             | Дата           | Прим.  |
| ------- | ------------------- | --------------------------------- | -------------- | ------ |
| 1–186   | Мерая Кері          | «All I Want for Christmas Is You» | 15 січня 2022  | [ 29 ] |
| 1–167   | Мерая Кері          | «All I Want for Christmas Is You» | 14 січня 2023  | [ 30 ] |
| 1–86    | Мерая Кері          | «All I Want for Christmas Is You» | 13 січня 2024  | [ 31 ] |
| 1–28    | Megan Thee Stallion | «Hiss»                            | 17 лютого 2024 | [ 32 ] |
| 1–27    | BTS                 | «Take Two»                        | 1 липня 2023   | [ 33 ] |

### Найбільші однотижневі падіння рейтингу Global 200
| Місце | Падіння | Виконавець(і)           | Пісня                             | Дата           | Прим.  |
| ----- | ------- | ----------------------- | --------------------------------- | -------------- | ------ |
| 185   | 1–186   | Мерая Кері              | «All I Want for Christmas Is You» | 15 січня 2022  | [ 29 ] |
| 180   | 18–198  | Дрейк і Teezo Touchdown | «Amen»                            | 28 жовтня 2023 | [ 34 ] |
| 166   | 1–167   | Мерая Кері              | «All I Want for Christmas Is You» | 14 січня 2023  | [ 30 ] |
| 163   | 32–195  | Дрейк                   | «Flight's Booked»                 | 9 липня 2022   | [ 35 ] |
| 162   | 28–190  | BTS                     | «Telepathy»                       | 12 грудня 2020 | [ 36 ] |

### Найбільше тижнів поспіль під номером один у Global 200 Excl. США
| Кількість тижнів   | Виконавець(і)                  | Пісня              | Роки   | Прим.  |
| ------------------ | ------------------------------ | ------------------ | ------ | ------ |
| 10                 | Гаррі Стайлс                   | «As It Was»        | 2022   | [ 37 ] |
| 9                  | Олівія Родріґо                 | «Drivers License»  | 2021   | [ 38 ] |
| 9                  | Гейл                           | «ABCDEFU»          | 2022   | [ 39 ] |
| 9                  | Чонґук за участю Латто         | «Seven»            | 2023   | [ 40 ] |
| Rosé та Бруно Марс | «Apt.»                         | 2024               | [ 41 ] |        |
| 8                  | Леді Гага та Бруно Марс        | «Die with a Smile» | 2024   | [ 12 ] |
| 7                  | The Kid Laroi та Джастін Бібер | «Stay»             | 2021   | [ 13 ] |
| 7                  | Майлі Сайрус                   | «Flowers»          | 2023   | [ 42 ] |
| 6                  | Майлі Сайрус                   | «Flowers»          | 2023   | [ 17 ] |

## Досягнення виконавців

### Найбільше синглів номер один
| Всього пісень | Виконавець          | Прим.  |
| ------------- | ------------------- | ------ |
| 7             | BTS                 | [ 43 ] |
| 5             | Тейлор Свіфт        | [ 44 ] |
| 4             | Bad Bunny           | [ 45 ] |
| 4             | Аріана Гранде       | [ 46 ] |
| 3             | Олівія Родріґо      | [ 47 ] |
| 3             | Дрейк               | [ 48 ] |
| 3             | Чонґук              | [ 49 ] |
| 2             | Джастін Бібер       | [ 50 ] |
| 2             | Blackpink           | [ 51 ] |
| 2             | Джек Гарлоу         | [ 52 ] |
| 2             | Megan Thee Stallion | [ 53 ] |
| 2             | Кендрік Ламар       | [ 54 ] |
| 2             | Post Malone         | [ 55 ] |
| 2             | Сабріна Карпентер   | [ 56 ] |
| 2             | Rosé                | [ 57 ] |
| 2             | Бруно Марс          | [ 57 ] |

### Найбільш тижнів під номером один
| Всього тижнів | Виконавець     |
| ------------- | -------------- |
| 23            | Бруно Марс     |
| 19            | Мерая Кері     |
| 16            | Олівія Родріґо |
| 15            | Гаррі Стайлс   |
| 13            | Джастін Бібер  |
| Майлі Сайрус  |                |
| Rosé          |                |
| 11            | The Kid Laroi  |

### Найбільше топ-10 позицій
| Кількість синглів | Виконавець   | Прим.  |
| ----------------- | ------------ | ------ |
| 35                | Дрейк        | [ 58 ] |
| 33                | Тейлор Свіфт | [ 44 ] |
| 25                | Bad Bunny    | [ 59 ] |
| 16                | 21 Savage    | [ 60 ] |
| 14                | The Weeknd   | [ 61 ] |

### Найбільша кількість місць в чарті
| Кількість | Виконавець   | Прим.  |
| --------- | ------------ | ------ |
| 175       | Тейлор Свіфт | [ 62 ] |
| 143       | Дрейк        | [ 63 ] |
| 101       | Bad Bunny    | [ 64 ] |
| 83        | Future       | [ 65 ] |
| 78        | Lil Baby     | [ 66 ] |